# Синяевина
Синяевина (серб. Сињајевина) — горный хребет в Черногории.

## География
Расположен в общине Шавник, на северо-востоке страны, в гористой её части, в паре сотен метров от границы с общиной Мойковац.
На северо-западе граничит с горным массивом Дурмитор.
Самый большой по площади хребет Черногории. Простирается от города Жабляк в одноимённой общине, а также каньонов рек Тушинье и Буковица на северо-западе до городов Колашин в одноимённой общине и Мойковац в одноимённой общине на юго-востоке; от каньона реки Тара и озера Забойско на северо-востоке до каньона реки Морача на юго-западе.
Несмотря на то, что центр хребта находится в общине Шавник, вся гора административно разделена между общинами Жабляк, Шавник, Колашин и Мойковац.
Большая часть хребта представляет из себя наклонное плато, снижающееся в северо-западную сторону.
На хребте находится огромное количество высокогорных пастбищ, однако, из-за огромной площади горы, она является наиболее труднодоступным местом в стране, поэтому там наблюдается нехватка питьевой воды.
Хребет образован известняком палеозойской и мезозойской эр.

### Высочайшие пики
Наиболее высокие пики хребта расположены на юге и окружают самый высокий пик — Бабин-Зуб.
| Номер | Название       | Оригинальное название | Высота (в метрах) |
| ----- | -------------- | --------------------- | ----------------- |
| 1     | Бабин-Зуб      | серб. Бабин Зуб       | 2253              |
| 2     | Вранова-Глава  | серб. Вранова Глава   | 2215              |
| 3     | Ябланов-врх    | серб. Јабланов-врх    | 2203              |
| 4     | Градиште       | серб. Градиште        | 2174              |
| 5     | Сто            | серб. Сто             | 2162—2167         |
| 6     | Едини-Бор      | серб. Једини Бор      | 2100              |
| 7     | Мужице         | серб. Мужице          | 2096              |
| 8     | Велики-Печарац | серб. Велики Пећарац  | 2041—2042         |
| 9     | Велики-Старац  | серб. Велики Старац   | 2022              |
| 10    | Бабин-врх      | серб. Бабин врх       | 2010              |
| 11    | Корман         | серб. Корман          | 1923—1925         |
| 12    | Мраморье       | серб. Мраморје        | 1852              |
| 13    | Кучаевица      | серб. Кучајевица      | 1739—1781         |